# Oysho
Oysho est une marque de textile espagnole, créée en 2001. Elle fait partie du groupe Inditex au même titre que les marques Zara, Pull&Bear ou Stradivarius.
Oysho est une marque spécialisée dans la lingerie et le prêt-à-porter avec plusieurs lignes de produits : lingerie, accessoires, chaussures, Gymwear, maillots de bain… La philosophie de la marque repose sur la création de produits de grande consommation, dans une atmosphère boutique susceptible d'attirer les clients. En général, les magasins Oysho s'étendent sur une surface de 250-300 m2.

## Engagement envers l'environnement
La marque Oysho favorise l'utilisation rationnelle et efficace de l'énergie tout au long de la chaîne de valeur.